# Being Erica – Alles auf Anfang
Being Erica – Alles auf Anfang (Originaltitel: Being Erica) ist eine kanadische Fernsehserie von Jana Sinyor, die anfänglich The Session (Die Sitzung) heißen sollte. Die aus 13 Episoden bestehende erste Staffel strahlte der kanadische Sender CBC vom 5. Januar bis zum 1. April 2009 aus.  Ab 22. September 2009 wurde die zweite und ab 21. September 2010 die dritte Staffel gesendet. Am 6. Januar 2011 begann die deutschsprachige Erstausstrahlung bei ZDFneo. Hier wurden die ersten drei Staffeln gesendet. Eine deutschsprachige Erstausstrahlung der vierten Staffel gab es bisher nicht. Am 11. Februar 2011 verlängerte CBC die Serie um eine vierte und zugleich auch letzte Staffel, deren Ausstrahlung bei CBC vom 26. September bis zum 12. Dezember 2011 zu sehen war.
Bisher sind lediglich die ersten drei Staffeln in Deutschland auf DVD erschienen.

## Handlung
Erica Strange ist 32 Jahre alt und hat zwar zwei akademische Abschlüsse vorzuweisen, hangelt sich jedoch von einem Praktikum zum Kurzzeitjob und zurück. Nachdem sie ihren Job in einem Callcenter verliert und obendrein noch von ihrer Verabredung versetzt wird, erleidet sie in einem Coffeeshop aufgrund eines Missverständnisses eine allergische Reaktion, infolge derer sie ins Krankenhaus eingeliefert werden muss. Dort wird sie von einem Therapeuten angesprochen, der sich selbst Dr. Tom nennt.
Erica wird klar, dass sie in ihrem Leben viel mehr hätte erreichen können, wenn sie die richtigen Entscheidungen getroffen hätte. Mit Hilfe ihres Therapeuten Dr. Tom kann sie via Zeitreise an die Punkte ihres Lebens zurückkehren, an denen sie diese falschen Entscheidungen traf. Dazu wird sie von Dr. Tom aufgefordert, alle Schlüsselerlebnisse, die sie gerne rückgängig machen würde, aufzuschreiben. Sie schreibt alles nieder: vom Tod ihres Bruders, an dem sie sich teilweise die Schuld gibt, bis zum Verlust ihrer Jungfräulichkeit an den falschen Jungen. So bekommt Erica die Gelegenheit, ihre Vergangenheit zu ändern, was allerdings immer auch mit Risiken verbunden ist und selten den gewünschten Erfolg bringt. Doch Erica lernt aus ihrer Vergangenheit und kann dieses Wissen auch auf die Gegenwart anwenden. So schafft sie es, ihr Leben langsam wieder in den Griff zu bekommen, was ihr letztendlich auch den gewünschten Erfolg in Beruf und Liebe beschert.

## Besetzung
| Schauspieler        | Rolle                  | Synchronsprecher    | Staffeln |
| ------------------- | ---------------------- | ------------------- | -------- |
| Erin Karpluk        | Erica Strange          | Anja Stadlober      | 1–4      |
| Michael Riley       | Dr. Tom (Wexlar)       | Till Hagen          | 1–4      |
| Reagan Pasternak    | Julianne Giacomelli    | Antje von der Ahe   | 1–4      |
| Adam Fergus         | Adam Fitzpatrick       | Florian Halm        | 3–4      |
| Sebastian Pigott    | Kai Booker             | Tobias Nath         | 2–4      |
| Joanna Douglas      | Samantha „Sam“ Strange | Rubina Kuraoka      | 1–4      |
| Devon Bostick       | Leo Strange            | Hannes Maurer       | 1–4      |
| Kathleen Laskey     | Barbara Strange        | Martina Treger      | 1–4      |
| John Boylan         | Gary Strange           | Michael Pan         | 1–4      |
| Brandon Jay McLaren | Lenin Crosby           | Marcel Collé        | 3–4      |
| Morgan Kelly        | Brent Kennedy          | Gerrit Schmidt-Foß  | 1–4      |
| Vinessa Antoine     | Judith Winter          | Maria Koschny       | 1–4      |
| Michael Northey     | Ivan                   | Lutz Schnell        | 2–4      |
| Billy Turnbull      | Dave                   | Olaf Reichmann      | 2–4      |
| Joanne Vannicola    | Dr. Naadiah            | Claudia Kleiber     | 1–4      |
| Graham Greene       | Dr. Arthur             | Klaus Sonnenschein  | 3–4      |
| Tyron Leitso        | Ethan Wakefield        | Tommy Morgenstern   | 1–2, 4   |
| Adam MacDonald      | Josh MacIntosh         | Dennis Schmidt-Foß  | 1–4      |
| Paula Brancati      | Jenny Zalen            | Julia Kaufmann      | 1–4      |
| Jeff Seymour        | Thomas Friedken        | Charles Rettinghaus | 2–4      |
| Dewshane Williams   | Dr. Fred               | Sebastian Schulz    | 2        |
| Jana Sinyor*        | Jana                   |                     | 1, 3     |
| Anna Silk           | Cassidy Holland        | Ranja Bonalana      | 1, 3     |

  * Die Erfinderin der Serie, Jana Sinyor, hat Cameo-Auftritte in zwei Episoden.